# Dana Schutz
Dana Schutz, née en 1976 à Livonia, est une artiste américaine qui vit et travaille à Brooklyn. Dana Schutz est connue pour ses peintures gestuelles et figuratives qui prennent souvent comme point de départ des sujets ou des situations narratives spécifiques.

## Biographie
Dana Schutz naît et grandit à Livonia, banlieue de Détroit. Sa mère est professeure d'art dans un lycée et peintre amateur. Son père est conseiller au lycée. Enfant unique, Dana Schutz est diplômée en 1995 du lycée Adlai E. Stevenson. En 1999, tout en poursuivant son BFA au Cleveland Institute of Art (en), elle part en Angleterre pour suivre les cours  de la School of Art and Design de Norwich. Elle participe au programme de résidence de l'École de peinture et sculpture de Skowhegan (en). En 2000, elle termine son BFA à Cleveland. En 2002, elle obtient sa maîtrise en beaux-arts de l'Université Columbia à New York.
En 2002, elle réalise sa première exposition Frank from Observation, à la galerie LFL, devenue la galerie Zach Feuer. Elle imagine être la dernière observatrice du dernier homme vivant sur terre. Il pose pour elle. Elle imagine un nouveau monde, sans loi, sans société,.
Ses sujets fictifs vont de personnages capables de se manger eux-mêmes, de se créer eux-mêmes, de situations absurdes et graves .
Dans Shoe, en 2002, Dana Schutz peint une seule chaussure grise au-dessus d'un matériau bleu collant qui ressemble à du chewing-gum, sur une ligne de circulation orange. Elle déclare peindre ses tableaux au fur et à mesure. Ils ne sont pas autobiographiques. Elle lie les objets entre eux à partir d'informations qu'elle obtient des personnes .
Dana Schutz expose des sculptures en 2019 à la Petzel Gallery de New York qui ont d'abord été réalisées en argile puis coulées en bronze. En 2022, le travail de Schutz fait partie de l'exposition Women Painting Women au Modern Art Museum de Fort Worth.

### Open Casket
En 2016, Dana Schutz s'inspire de la photographie du cadavre mutilé d'Emmett Till, publié dans la presse The Chicago Defender et Jet en 1955. La mère de la victime, Mamie Till Mobley, avait demandé que le cercueil reste ouvert lors des funérailles de son fils parce qu'elle voulait que sa communauté voie ce qui lui était arrivé. Le meurtre d'Emmett Till est un événement marquant dans le mouvement des droits civiques. Dana Schutz déclare qu'elle a abordé le tableau du point de vue d'une mère et qu'elle s'est basée sur le récit verbal de la mère de Till.
Open Casket provoque un scandale médiatique et une controverse lors de sa présentation à la Biennale de Whitney en 2017. De nombreuses personnes sont heurtées par la peinture et demandent qu'elle soit retirée de l'exposition.
Hannah Black, publie une lettre ouverte, écrivant qu' « il n'est pas acceptable qu'une personne blanche transmue la souffrance d'un Noir en profit et en plaisir, bien que cette pratique soit normalisée depuis longtemps. Bien que l'intention de Schutz puisse être de présenter la honte blanche, cette honte n'est pas correctement représentée [...] La peinture doit disparaître » .
Dana Schutz a répondu : « Je ne sais pas ce que ça fait d'être noir en Amérique, mais je sais ce que ça fait d'être mère. Emmett était le fils unique de Mamie Till. L'idée que quelque chose arrive à votre enfant dépasse l'entendement [...] Il est facile pour les artistes de s'autocensurer. De se convaincre de ne pas faire quelque chose avant même d'avoir essayé. Il y avait de nombreuses raisons pour lesquelles je ne pouvais pas, ne devais pas faire ce tableau... (mais) l'art peut être un espace d'empathie, un moyen de se relier ».
La chercheuse Christina Sharpe, l'une des 34 autres signataires de la lettre d'Hannah Black, plaide pour la destruction du tableau afin que ni l'artiste ni les futurs propriétaires du tableau ne puissent en tirer profit. Pour Dana Schutz, le tableau n'a jamais été à vendre. Elle décide de retirer l'œuvre de la circulation après la Biennale.
Coco Fusco, professeur d'art à l'Université de Floride a répondu en écrivant : « Je trouve alarmant et totalement erroné d'appeler à la censure et à la destruction d'une œuvre d'art, quel que soit son contenu ou son auteur. Elle a contextualisé la peinture dans une histoire de l'art antiraciste réalisée par des artistes blancs remontant au mouvement abolitionniste du XIXe siècle. En intervenant dans la discussion, Roberta Smith a cité des exemples « d'œuvres d'art antérieures réalisées par ceux qui ont traversé les frontières ethniques dans leur représentation du traumatisme social ». Roberta Smith a également positionné Open Casket par rapport à d'autres peintures que Dana Schutz a réalisées avec des corps qui ont enduré souffrance et violence. Cela inclut Présentation de 2005, une œuvre basée sur les soldats américains morts rapatriés de la guerre en Irak et en Afghanistan et sur leur invisibilité dans les médias en raison de l'interdiction militaire de les photographier.
En 2023, le Musée d'Art moderne de Paris consacre une première grande exposition en France à Dana Schutz.

## Expositions
- Dana Schutz: Still Life, Shaheen Modern & Contemporary Art, Cleveland, 2003
- Dana Schutz, Musée d'art contemporain Nerman, Overland Park, 2004
- Self Eaters and the People Who Love Them, Galerie Perrotin, Paris, 2004
- Run, Galerie Mario Diacono, Boston, 2004
- Rose Art Museum, Waltham, 2006
- Museo d'Arte Moderna e Contemporanea. di Trento e Rovereto, Rovereto, Italie, 2010
- Götterdämmerung, The Metropolitan Opera, New York, NY, 2012[22]
- le Neuberger Museum à Purchase, New York, 2013[23]
- The Hepworth Wakefield, Wakefield, Royaume-Uni, 2013[24]
- Kestnergesellschaft , Hanovre en Allemagne, 2014
- Institute of Contemporary Art de Boston, Boston, 2017
- Eating Atom Bombs at the Transformer Station, Cleveland Museum of Art, Cleveland, Ohio, 2018

- Dana Schutz, Musée d'art contemporain de Montréal, Montréal, Canada, 2015
- Dana Schutz, Kestnergesellschaft, Hanovre, 2014
- Dana Schutz. Le monde visible, Musée d’art moderne de Paris, Paris, 2023

## Prix et distinctions
- Bourse de la Fondation Rema Hort Mann, 2002
- Prix de la Fondation Louis Comfort Tiffany, 2003
- Prix de l'Académie américaine des arts et des lettres, 2007
- Médaille d'excellence de l'Université Columbia, 2010